# Badefols-sur-Dordogne
Badefols-sur-Dordogne is een gemeente in het Franse departement Dordogne (regio Nouvelle-Aquitaine) en telt 200 inwoners (2004). De plaats maakt deel uit van het arrondissement Bergerac.

## Geografie
De oppervlakte van Badefols-sur-Dordogne bedraagt 6,1 km², de bevolkingsdichtheid is 32,8 inwoners per km².
De onderstaande kaart toont de ligging van Badefols-sur-Dordogne met de belangrijkste infrastructuur en aangrenzende gemeenten.

## Demografie
Onderstaande figuur toont het verloop van het inwonertal (bron: INSEE-tellingen).